# Śmiłowice (Opole)
Śmiłowice [pronunciación en polaco: /ɕmiwɔˈvit͡sɛ/] es un pueblo en el distrito administrativo de Gmina Pakosławice, dentro del Distrito de Nysa, Voivodato de Opole, en el sudoeste de Polonia. Se encuentra aproximadamente 3 kilómetros al noroeste de Pakosławice, 9 kilómetros al norte de Nysa,y 46 kilómetros al oeste de la capital regional, Opole.
Hasta 1945 el área era parte de Alemania (véase Territorios Polacos Recuperados).